# Waking The Demon
«Waking The Demon» (en español: «despertando el demonio») es el tercer y último sencillo de Bullet for My Valentine y el segundo del álbum Scream Aim Fire. El vídeo de este sencillo fue escrito y dirigido por Max Nichols (hijo del ganador del Academy Award, Mike Nichols). Es una de las canciones más agresivas en el álbum.

## Significado de la canción
El sentido lírico de la canción es la venganza. Matt Tuck, cantante y guitarrista, dijo que "La canción «Waking The Demon» trata sobre encontrar el demonio interior de alguien, el tormento por ser maltratado día tras día durante años, y entonces un día de repente reaccionas y luchas" a esto él se refiere a poder decirle "ALTO" a una situación como la de maltrato, etc. Hay dos versiones de la canción, la versión sin editar es donde hacia el final del solo de guitarra, no hay sangre en las manos del hombre lobo y la boca. En la versión editada, no tiene lugar la escena. Algunas versiones del vídeo editan los gritos en los versos para dejar a Jason cantando con gritos de fondo. 
El 9 de abril de 2008, Bullet for My Valentine publicó un tráiler especial para su próximo vídeo, "Waking The Demon". El vídeo fue publicado el 16 de abril de 2008 a través de MySpace. La canción comenzó a ser escuchada en las estaciones de radio de los Estados Unidos en abril 21.
El 7 de abril de 2009, "Waking The Demon" fue lanzada como una canción "extra" para el videojuego "Rock Band".

## Videoclip
El vídeo trata acerca de un adolescente fanático del Heavy metal que se ve intimidado en la escuela preparatoria por un grupo de deportistas, el líder del grupo sale con una chica hermosa que parece un poco simpática para el chico. Hay muchas escenas de la banda tocando en un bosque a plena luz de la luna. A lo largo del vídeo, los deportistas atacan repetidamente al muchacho, incluyendo golpearlo en los casilleros y vaciar sobre el un batido de fresa en plena clase, mientras que entre escenas el chico marca fechas en el calendario de su casillero. Luego marca con un círculo la última fecha, el 28 del mes, con la etiqueta "Luna Llena". Esa noche, él está viendo al líder de los bravucones, esperando en el bosque por su novia, la cual lo atrajo al bosque para que el chico pudiera vengarse de él. El adolescente le lanza una bola de pintura al coche del atleta para conseguir llevarlo a lo más profundo del bosque. A medida que comienza el solo de guitarra, el adolescente cae sobre sus rodillas y la luna sale de las nubes, convirtiéndose el chico en hombre lobo. El atleta se acerca al muchacho el cual está transformado, y es presuntamente asesinado por el lobo, ya que la sangre se muestra en la boca y las manos. Al día siguiente en la escuela, hay un nuevo aviso, indicando al bravucón como desaparecido. Ahora, existe un nuevo deportista que lo reemplaza, y la novia del antiguo deportista aparece corriendo y se lanza a sus brazos, insinuando que va a salir con él, ahora que corre la noticia del deportista desaparecido. En cuanto al nuevo deportista se aleja con la chica, ella mira al chico con ojos rojos brillantes y él ve el rojo resplandor de sus ojos . Él sonríe conocedor de que el nuevo deportista será la siguiente víctima..

## Curiosidades
- En el principio del vídeo se puede observar al chico con una polera de The Number of the Beast del grupo Iron Maiden.

- También en el vídeo se aprecia al chico con una camiseta de la banda Slayer.

- Al final del vídeo se puede apreciar cuando la chica se aparta con el deportista, a ella también le aparece el brillo rojo en los ojos, lo cual da a entender de que ella también es una licántropo (una mujer-lobo)

- Tiene un parecido con la canción de Slayer: Reborn

- El Chico Usa Un Calendario De Jimmy Page (Guitarrista De Led Zeppelin)

- Datos: Q2734780